# Зевгма
Зе́вгма (грец. ζεύγμα, [´zeugma] — «сполучення», «зв'язок») — стилістична фігура, у якій одне слово або фраза (загальний вислів) поєднується за змістом з кількома частинами речення. Термін походить від фігури, що використовувалася у традиційній античній риториці. У сучасному мовленні зевгмою позначають кілька різних споріднених стилістичних фігур.

## Визначення

### 1-й різновид
Зевгма — семантична фігура мови, різновид еліптичної конструкції, у якій послідовність однаково організованих висловлювань відповідає загальному вислову, який не повторюється, а вживається у реченні лише один раз. Приклади (загальний вислів виділено жирним шрифтом):
- Далека красо моя! Щасливий я, що народився на твоєму березі, що пив у незабутні роки твою м’яку, веселу, сиву воду, ходив босий по твоїх казкових висипах, слухав рибальських розмов на твоїх човнах і казання старих про давнину, що лічив у тобі зорі на перекинутому небі, що й досі, дивлячись часом униз, не втратив щастя бачити оті зорі навіть у буденних калюжах на життєвих шляхах. О. Довженко.
- Сьогодні у Верховній Раді відбулась спроба ратифікувати «харківські угоди» і зрадити українську державність.

Зевгма такого типу згадується античними граматиками. В античній літературі загальне слово, яке мало б повторюватися кілька разів у реченні, але опускалося, найчастіше мало роль присудка. У деяких випадках слово, що пропускали, мало не той самий зміст, що й зазначене загальне слово, а близький. Приклад:
- Більшості з нас здалося, що він говорить вірно, та полює для жертви богині. Евріпід.

Тут загальне слово "здалося" точно узгоджується із фразою "він говорить вірно", тоді як фразі "полює для жертви богині" більш точно підходить "ми вирішили", а не зазначене "здалося".

### 2-й різновид
Зевгма — стилістичний прийом, різновид еліптичної конструкції, у якому один і той самий загальний вислів узгоджується з кількома неоднорідними членами речення, тобто спостерігається порушення семантичної однорідності або семантичного узгодження. Цей різновид зевгми сторює ефект обманутого очікування, тому часто використовується задля створення комічного ефекту. Приклади (загальний вислів виділено жирним шрифтом):
- Вона змушена була встати зі свого ложа в обуренні і папільйотках. Ф.М. Достоєвський.
- Пити чай з дружиною, лимоном і задоволенням.

Особливий випадок такої зевгми можна побачити, коли загальний вислів має кілька різних значень (деякі з яких можуть бути навіть переносними), та вживається у різних значеннях із кожним членом речення, з яким він узгоджується. Приклади:
- Я прийшов до лікаря через тиждень та зламану ногу.

Тут прийменник "через" вживається у різних значеннях: спочатку він позначає відношення часу, потім — пояснення причини.  
- Він мав два вставних зуба і добре серце. О. Генрі.

Спочатку загальне слово "мав" вживається у прямому значенні із фразою "два вставних зуба", потім слово "мав" треба розуміти у переносному значенні як частину сталого вислову "мати добре серце".
- На вулиці ішов дощ та три студенти, перший — в університет, а другий — у поганому настрої, третій — в пальті.

Спочатку загальне слово "ішов" вживається у переносному значенні як частина сталого вислову, потім — у прямому значенні.

## Положення у реченні
Загальний вислів може мати різне положення у реченні, відповідно розрізняють такі види зевгми: 
- Протозевгма — загальний вислів на початку реченні. Приклад:

Один відерцем черпає, інший — шапкою, третій — жменями.
- Мезозевгма — загальний вислів у середині речення. Приклад:

Один — відерцем, інший шапкою черпає, третій — жменями.
- Гіпозевгма — загальний вислів у кінці речення. Приклади:

Один — відерцем, інший — шапкою, третій жменями черпає.
Дід — за ріпку , бабця — за діда, внучка — за бабку ... тягнуть-потягнуть ... .